# عدم توازن جهانی

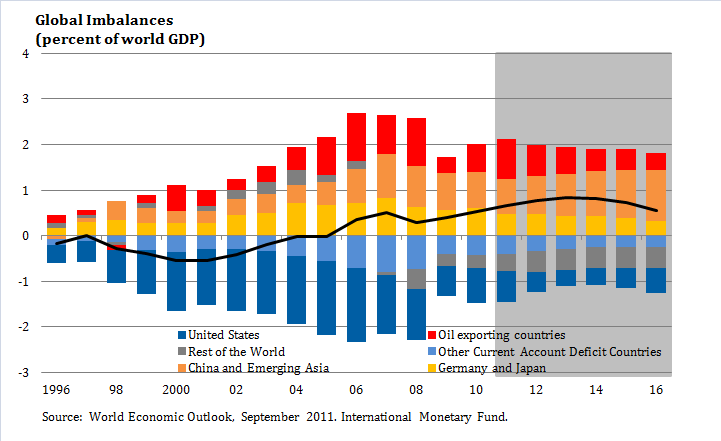

عدم توازن جهانی (انگلیسی: Global imbalances) اشاره به وضعیتی است که برخی کشورها دارایی‌های بیشتری نسبت به کشورهای دیگر دارند. در تئوری، زمانی که حساب جاری در توازن باشد، دارای مقدار صفر است: واردات و صادرات سرمایه توسط یکدیگر لغو می‌شود. از این رو، اگر حساب جاری به‌طور مداوم برای مدت مشخصی نشان دهنده کسری بود، گفته شده‌است که یک نابرابری را نشان می‌دهد. طبق تعریف، تمام حساب‌های جاری و دارایی‌های خالص خارجی کشورهای جهان باید صفر شود، و سپس کشورهای دیگر از دیگر ملت‌ها وام می‌گیرند. در سال‌های اخیر، عدم توازن‌های جهانی در سایر نقاط جهان نگرانی ایجاد کرده‌است. ایالات متحده، کسری‌های بلندمدت و همچنین بسیاری از اقتصادهای پیشرفته دیگر را دارا می‌باشند، در حالی که در آسیا و اقتصادهای در حال ظهور، درست برعکس این صدق کرده‌است.

## تعریف فنی
به عدم توازن جهانی به عنوان «موقعیت‌های خارجی اقتصادهای مهم سیستماتیک که منعکس کننده تحریف یا خطرات برای اقتصاد جهانی» هستند اشاره می‌شود.
این یعنی چی؟ بگذارید تعریف را به سه بخش تقسیم کنیم و جزئیات آن‌ها را تجزیه و تحلیل کنیم:
- موقعیت‌های خارجی: این نه تنها به جریان‌های حساب جاری، بلکه همچنین دارایی‌های خالص خارجی کشورها (که اگر تغییرات قیمت‌های این دارایی‌ها و بدهی‌ها صفر باشد، در این صورت، مجموع جمع انباشته جریان خالص فعلی است) اشاره دارد.
- اقتصادهای مهم سیستماتیک: این‌ها بلوک‌های اقتصادی هستند که دارای عدم توازن بوده و مربوط به عملیات بازار جهانی می‌شوند، برای مثال چین، منطقه یورو یا ایالات متحده.
- بازتاب اعوجاج یا خطرات احتمالی: این بخش‌ها، هم به علل (تحریف) و هم به پیامدهای احتمالی (خطرات) عدم توازن، مربوط می‌شوند. این بدان معنی است که حتی عدم توازن بیرونی که در برخی تحریفات بازار اتفاق نیفتاده باشد، در صورتی که خطرات مهمی از آن به وجود بیاید، تحت تعریف عدم توازن جهانی قرار می‌گیرد.